# Hoge Hexel
Hoge Hexel (vroeger ook: Hooge-Heksel) is een dorpskern in de gemeente Wierden, in de Nederlandse provincie Overijssel. Het telde op 1 januari 2023 1.090 inwoners. Het dorp omvat ca. 300 woonadressen, een kerk, een basisschool en het Kulturhus Hoge Hexel.

## Historie
Hoge Hexel hoorde tot 1811 onder het gericht Kedingen en was een van de zogenaamde Rijssense kwartieren. In 1811 ging het deel uitmaken van de gemeente Wierden.
De marke Hoge Hexel was eeuwenlang een zelfstandige marke en is pas later, op 12 augustus 1654, samengevoegd met de marke Wierden. Als zodanig werden zij de dubbele marke Wierden en Hoge Hexel. Het erfmarkerichterschap van de marke werd verkocht en kwam in handen van de familie Van Rechteren Limpurg. Het berustte op de Hof te Hexel, het zogenaamde erve Mensink. Het zeer oude markeboek met oorkonden uit de 15e eeuw is uit elkaar gescheurd en verdeeld over het huisarchief van Huis Almelo.

## Hoge halsgerecht in Hoge Hexel
In de buurschap Hoge Hexel bevond zich op de grens tussen Salland en Twente het hoge halsgerecht van Twente. Op de Middelhaar liep de bisschopsdijk van Ommen en Daarle naar Twente. Over het zogenaamde olde zwarte dijkje kwam men via de Galgenhaar Twente binnen. Op de daar gelegen Galgenbelt zijn nog restanten te zien, van waar eertijds de galg heeft gestaan. Deze plek waar mensen werden terechtgesteld was volgens de mondelinge geschiedenis omgeven door heide, waarbij het stuk grond door twee ondiepe sloten was afgebakend, naar schatting vijftig meter lang en vier meter breed. De voorste greppel was iets korter dan degene die verder van de weg gelegen was, zodat deze strook 'gehegene' grond aan beide einden een ietwat schuin liggende opgang had. In het midden van deze wal in de heide waren ondanks de heidebegroeiing nog duidelijk sporen te zien van vroegere graverij. Oorkonden en getuigenverklaringen uit de 15e eeuw in het Huisarchief Almelo spreken over het oude hoge halsgerecht van het landgericht Twente op de grens tussen Hoge Hexel en Daarle, waarbij de boeren van de marke Hekzeloe verplicht werden gesteld het Gerecht en de Sweepsgalge te onderhouden.